# Béatrice de Planisolles

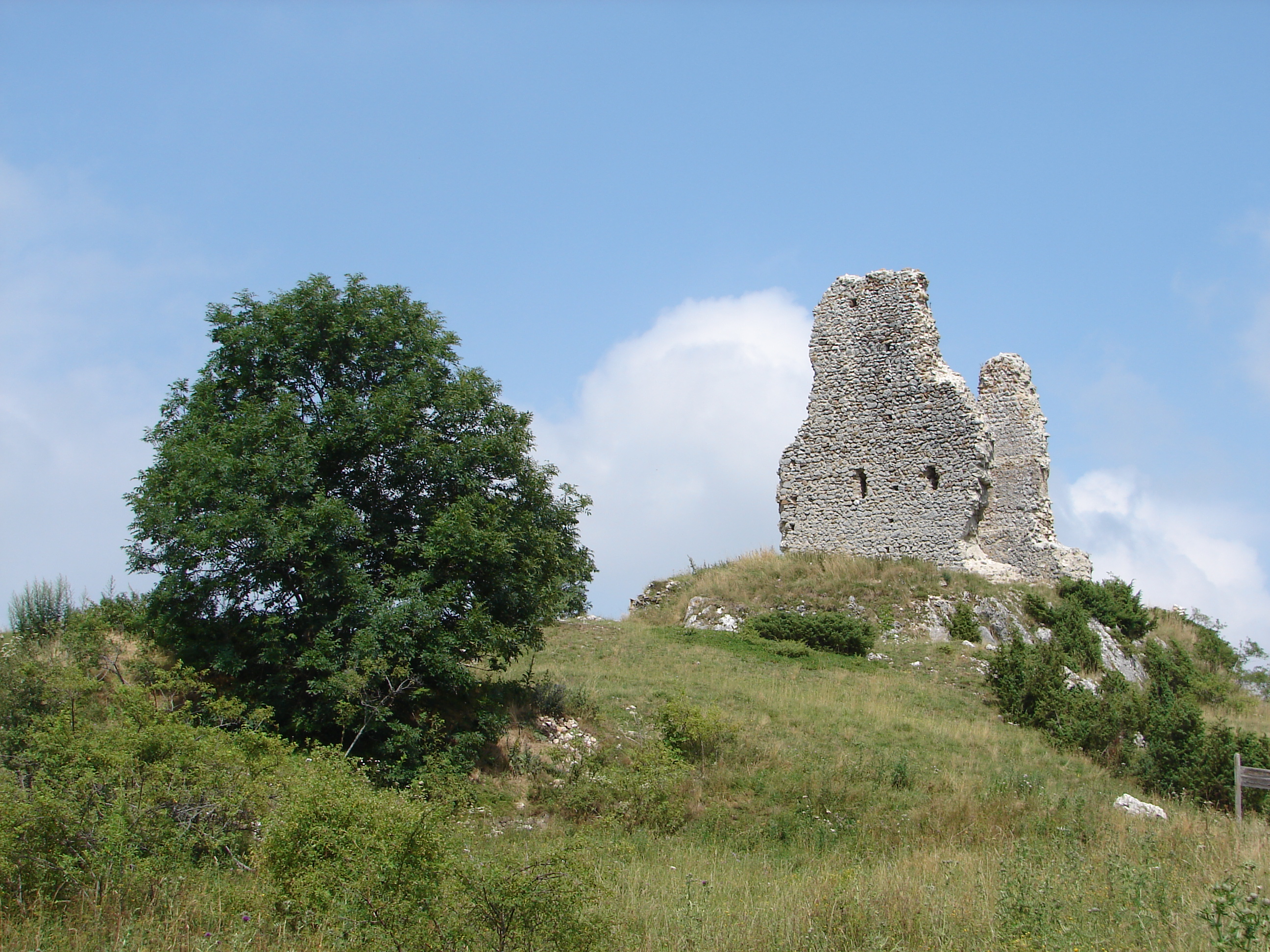
Ruines du château de Montaillou.

Béatrice de Planisolles née en 1274 à Caussou et morte à Varilhes, dans l'Ariège, est la châtelaine de Montaillou. Inculpée pour sorcellerie et hérétisme par l'inquisiteur Jacques Fournier en raison de ses liens avec la famille Clergue et le catharisme, son cas est fréquemment cité parmi ceux qui constituent le registre d'inquisition de Fournier.

## Biographie
Béatrice de Planisolles naît dans la province de Languedoc en 1274 dans une famille de petite noblesse d'un père possiblement sympathisant du catharisme selon l'inquisiteur Jacques Fournier. Sa famille déménage à Celles au milieu des années 1280. 

### La famille Planisolles

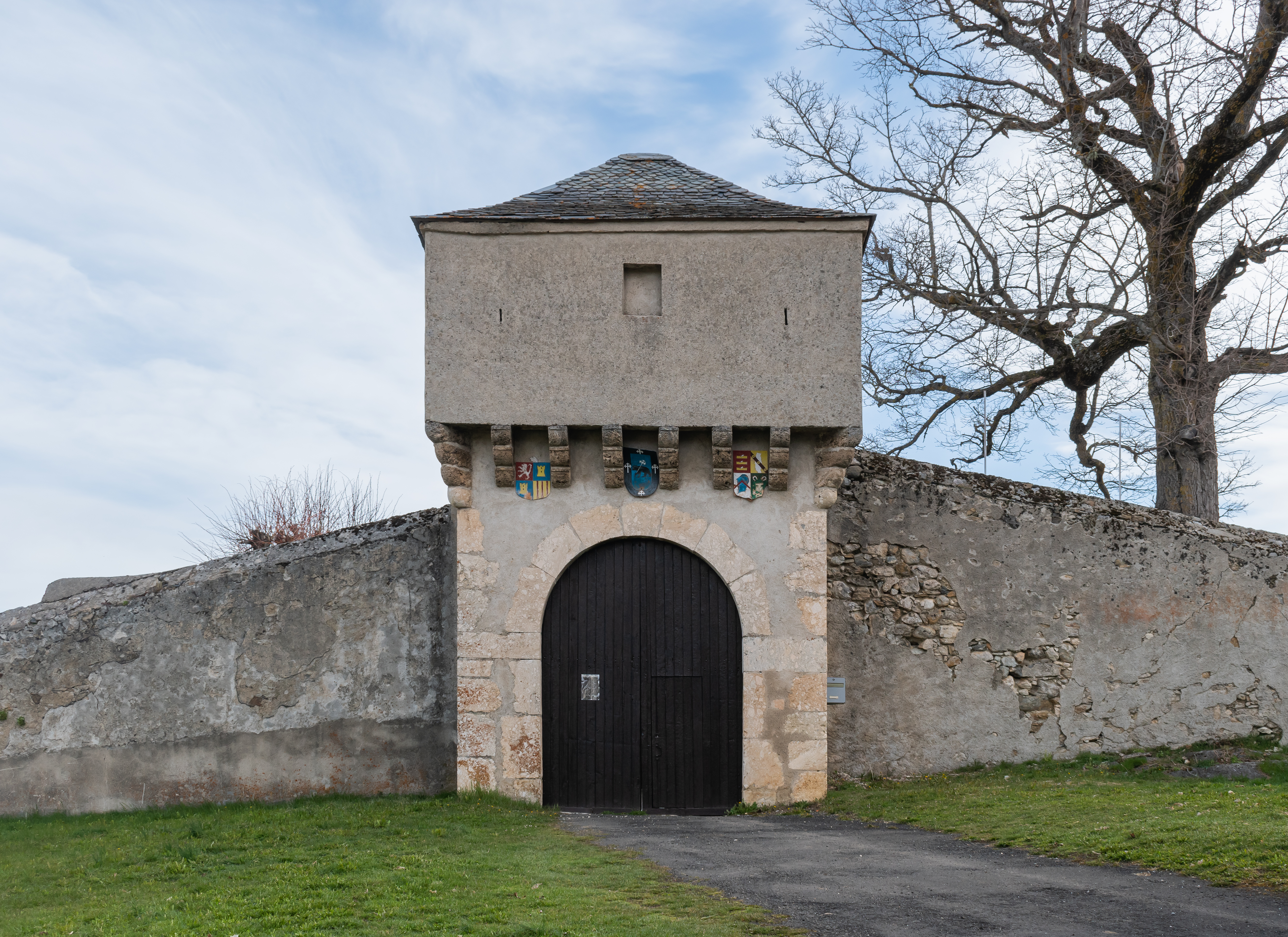
Porte de Montaillou

Croix jaune que les Cathares condamnés pour hérésie doivent porter en permanence en dehors de leur domicile.

La famille Planisolles était basée dans son fief de Caussou. Deux frères le dirigeaient : le père de Béatrice, Philippe de Planisolles, qui avait deux autres filles, Ava et Gentille, et deux fils, Bernard et Guillaume, et Pons de Planisolles qui avait au moins deux enfants, Raymonde et Raymond. Bernard, un des frères de Béatrice est surnommé de na mengo (« le renfrogné »). Béatrice craignait d'être maltraitée par ses frères si sa liberté de mœurs leur était révélée. 
La famille est traditionnellement cathare depuis trois générations. Pons Planisolles, l'oncle de Béatrice, était l'ami d'un cathare qui avait fui en Lombardie vers 1274 et était revenu à Caussou en 1290 avec sa femme lombarde. Le grand-père de Béatrice était peut-être Arnaud de Planisolles, frère de Guillaume de Planisolles qui vint rendre visite à Bertrand Marti à Montségur en 1241. L'arrière grand-père de Béatrice, qui était sans doute Raymond de Planisolles, avait caché des parfaits à Garanou. Le père de Béatrice, Philippe, fut condamné à porter les croix jaunes à la suite de l'inquisition menée par Grégoire IX en 1233 dans le pays. Les croix jaunes étaient appelées las debadanoras (« dévidoirs ou poulies ») et en général les nobles ne se pliaient pas à l'injonction de les porter qui leur était faite. En outre, le père de Béatrice aida les cathares qui revenaient à se cacher à Garanou aussi.

### Mariage
Béatrice épouse son premier mari, Bérenger de Roquefort, vers 1291 et devient châtelaine de Montaillou en pays d'Aillou, probablement vers l'âge de 17 ans. On sait que Guillaume Authier d'Ax, notaire et futur Parfait, est invité au mariage. La famille Authier est centrale dans la résurgence de la foi cathare dans les années 1290. Elle fait partie des ric borzes (« riches bourgeois ») que Guillaume de Tudèle mentionne dans sa chanson Cançon de la Crosada (« Chanson de la croisade ») et dont il dit que la propagation de l'hérésie leur fera perdre tous leurs biens. En 1294, elle a deux enfants et en attend un troisième. 
Elle est à cette période courtisée de façon abusive par l'intendant de son mari Raymond Roussel. Il tente de la persuader de partir avec lui en Lombardie, où demeurent encore des cathares, mais elle n'accepte pas. Elle est ensuite violée par Pathau Clergue en janvier ou février 1297 qui en fait ensuite en février 1297 après la mort de Berenger de Roquefort publiquement sa maîtresse. 
Elle entame ensuite une liaison de deux ans avec le prêtre Pierre Clergue, le cousin de Pathau Clergue.  
Elle épouse son deuxième mari Othon de Lagleize et devient Béatrice de Lagleize. À la mort de ce dernier, elle a une liaison avec l'instituteur de ses filles, un autre prêtre Bartholomew Amilhac.
Elle demeure connue en Languedoc sous le nom de Béatrice de Planisoles.

### Première comparution en août 1320

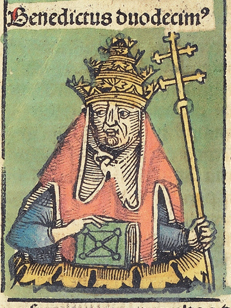
L'inquisiteur, futur cardinal (1327) puis pape (1334) Jacques Fournier, gravure des Chroniques de Nuremberg

Le samedi 26 juillet 1320, elle comparait accusée d'être une hérétique, une sorcière et blasphématrice devant l'inquisiteur Jacques Fournier,. Ce dernier l'interroge sans qu'elle ait besoin de prêter serment dans un premier temps. Il s'intéresse de près aux Clergues de Montaillou, une famille qui a constitué le noyau de la résurgence cathare un quart de siècle plus tôt, bien qu'elle n'ait jamais été appréhendée en raison de sa influence dans la région. L'hérésie cathare a été combattue avec succès et écrasée dans le Sabartès par l'inquisiteur Geoffroy d'Ablis dès 1303, rejoint par la suite en 1307 par Bernard Gui. Cependant il reste quelques hérétiques en Catalogne. 
Or, après avoir mis à prix la tête des résistants cathares qui restaient en Catalogne, Arnaud Sicre a offert à l'évêque de lui livrer le Parfait le plus influent de la région.

### Arrestation
Jacques Fournier fixe une comparution sous serment le 29 juillet 1320, mais Béatrice de Planisolles s'enfuit. Retrouvée en compagnie de son amant, un jeune prêtre à Mas-Saintes-Puelles, elle est arrêtée et comparait devant Fournier le 1er août. 
On lui demande de certifier que les objets dans son sac lui appartiennent : deux cordons ombilicaux de fœtus mâles, un mouchoir avec une graine d'ive, des morceaux de tissus avec des menstrues, de l'encens, des graines de julienne (eruca) utilisées à l'époque comme aphrodisiaque pour les hommes, ainsi qu'un morceau de pain desséché (Tinhol) et un petit couteau enveloppé dans un tissu de lin. Ces objets suffisent pour l'accuser de sorcellerie, mais le morceau de pain sec interpelle particulièrement l'inquisiteur. Il aurait pu être un pain consacré par les cathares et vénéré comme une relique, susceptible donc par sa seule présence de démontrer l'attachement de Béatrice de Planisolles à la foi cathare. Elle reconnaît que ces objets lui appartiennent, et le confirme à nouveau le 25 août, lors de sa dernière comparution.
Elle avoue également avoir utilisé une méthode de contraception lors de ses relations avec Pierre Clergue. Elle lui a indiqué sa crainte de tomber enceinte mais celui-ci la rassure en assurant disposer d'un talisman qui l'en protègera, constitué d'une herbe enveloppée dans un linge de lin de la grosseur de la phalange de son petit doigt. Pendant l'acte, il lui glissait un fil autour du cou auquel était attaché cette herbe et le laissait entre ses seins jusqu'à l'orifice de son estomac. La méthode de contraception semble décrite de façon confuse dans le registre de Jacques Fournier, sans doute parce que le clerc aura eu peine à la comprendre ou parce que Pierre Clergue, réputé jaloux, ne voulait pas que Béatrice se serve de cette méthode avec d'autres hommes et ne lui a pas donné trop de détail.
Béatrice de Planisolles est condamnée au mur (prison de l'inquisition) le 8 mars 1321 pour hérésie et emprisonnée à Foix. Sa peine est commuée le 4 juillet 1322 en une obligation de porter les croix jaunes. Ce signe distinctif désignait les cathares condamnés pour hérésie,.

## Hommage et postérité
L'histoire de Béatrice de Planissoles est connue grâce au traitement historique des registres d'inquisition de Jacques Fournier qui a été fait par l'ouvrage publié en 1975 Montaillou village occitan de 1294 à 1324 d'Emmanuel Le Roy Ladurie.
Une rose porte son nom depuis 2001. Jacques Charpentier lui consacre un opéra en langue d'oc en 1971, donc les paroles sont écrites par René Nelli,. Colette Gouvion lui consacre un roman en 1985,. Ian Brown écrit une pièce de théâtre sur son histoire,. Le groupe Surprize Flapjacks lui dédie une chanson Beatrice of Montaillou Recants Her Repentance.  
Une association perpétue sa mémoire.  

### Ouvrages
- René Weis et Emmanuel Le Roy Ladurie (trad. Béatrice Bonne), Les derniers cathares : 1290-1329, Tallandier, coll. « Texto », 2016 (ISBN 979-10-210-2118-1). .
- Danielle Laurendeau, « Le village et l'inquisiteur : faire parler et savoir taire au tribunal d'Inquisition de Pamiers (1320-1325) », Histoire & Sociétés rurales, vol. 34, no 2,‎ 2010, p. 13-52 (lire en ligne).
- Emmanuel Le Roy Ladurie (dir.), Anne Brenon, Christine Dieulafait et al., Autour de Montaillou, un village occitan : histoire et religiosité d'une communauté villageoise au Moyen Age : actes du colloque de Montaillou, 25-26-27 août 2000, Castelnaud-la-Chapelle, L'Hydre éditions, 2001 (ISBN 2913703119 et 9782913703117, OCLC 52623177).
- Natalie Zemon Davis, « Les conteurs de Montaillou », Annales Économies, Sociétés, Civilisations, vol. 34, no 1,‎ 1979, p. 61–73 (DOI 10.3406/ahess.1979.294022, lire en ligne)
- Béatrice Bonne, Emmanuel, ... Le Roy Ladurie et Normandie roto impr.), Les derniers cathares : 1290-1329, Tallandier, dl 2016 (ISBN 979-10-210-2118-1, OCLC 959972664, présentation en ligne)
- Anne Brenon, Le choix hérétique. Dissidence chrétienne dans l'Europe médiévale, La Louve, 2006 (ISBN 978-2-916488-01-1).
- Emmanuel Le Roy Ladurie, Montaillou, village occitan de 1294 à 1324, 1982 (lire en ligne).
- Max Adams, Unquiet women : from the dusk of the Roman Empire to the dawn of the Enlightenment, 2018 (ISBN 978-1-78854-341-5 et 1-78854-341-6, OCLC 1064946444, lire en ligne).
- Paulette Bascou-Bance, La mémoire des femmes : anthologie, ElytisEdition, 2002 (ISBN 2-914659-05-9 et 978-2-914659-05-5, OCLC 422244803).
- Pierre Fournié, Le sexe interdit : la sexualité des Français et sa répression du Moyen Âge à nos jours, dl 2022 (ISBN 978-2-37880-100-7 et 2-37880-100-9, OCLC 1347750284).
- Jean-Claude Bologne, Histoire du couple, 2016 (ISBN 978-2-262-06637-6 et 2-262-06637-X, OCLC 990821079, lire en ligne).
- Christian Doumergue, Le royaume des sorcières : voyage au cœur du féminin sacré : de l'ombre à la lumière, à la recherche d'une religion féminine oubliée, les Éditions de l'Opportun, 2022 (ISBN 978-2-38015-340-8 et 2-38015-340-X, OCLC 1347087445).

### Ouvrages de fiction
- Colette Gouvion, Béatrice de Planissoles : roman, Ramsay, 1985 (ISBN 2-85956-406-3 et 978-2-85956-406-3, OCLC 12356990, lire en ligne).

### Articles
- (en) Melina Rokai, « Impossible escape: Inquisitor Jacques Fournier and the trials of the Cathars at the end of their existence in Languedoc », Anali Pravnog fakulteta u Beogradu, vol. 65, no 4,‎ 2017, p. 124–134 (ISSN 0003-2565 et 2406-2693, DOI 10.5937/AnaliPFB1704124R, lire en ligne  [PDF], consulté le 6 février 2023). .
- Danielle Laurendeau, « Le village et l'inquisiteur: Faire parler et savoir taire au tribunal d'Inquisition de Pamiers (1320-1325) », Histoire & Sociétés Rurales, vol. Vol. 34, no 2,‎ 1er mars 2011, p. 13–52 (ISSN 1254-728X, DOI 10.3917/hsr.034.0013, lire en ligne , consulté le 7 février 2023).
- René Nelli, « Magie et contraception. L'herbe ensorcelée du curé de Montaillou (Ariège) », folklore. Revue d'éthnographie méridionale. « Hiver 1975 »,‎ 1975, p. 2-8 (lire en ligne  [PDF]). .
- Emmanuel Le Roy Ladurie, « La domus à Montaillou au XIV e siècle », Ethnologie française, vol. 3, nos 1/2,‎ 1973, p. 43–62 (ISSN 0046-2616, lire en ligne, consulté le 7 février 2023).
- Kathrin Utz Tremp, Eva Maier, Georg Modestin, Ruth Pfeiffer et Véronique Wezranowska-Jacot, « Montaillou n’est pas une île : les derniers cathares, Pierre Clergue et Pierre Maury, devant leur juge  », Revue de la faculté des lettres, Études des religions, Lausanne, Université de Lausanne,‎ octobre-décembre 1992 (lire en ligne ).
- Jérôme Gautheret, « "Montaillou, village occitan", par Jérôme Gautheret », Le Monde.fr,‎ 11 août 2008 (lire en ligne , consulté le 7 février 2023).
- (en) John H. Arnold, « The Historian as Inquisitor: The ethics of interrogating subaltern voices », Rethinking History, vol. 2, no 3,‎ 1er septembre 1998, p. 379–386 (ISSN 1364-2529, DOI 10.1080/13642529809408974, lire en ligne , consulté le 7 février 2023).